# Hahncappsia potosiensis
Hahncappsia potosiensis là một loài bướm đêm trong họ Crambidae.